# Кёнигсвинтер
Кёнигсвинтер (нем. Königswinter) — город в Германии, в земле Северный Рейн-Вестфалия.
Подчинён административному округу Кёльн. Входит в состав района Рейн-Зиг. Население составляет 40 700 человек (на 31 декабря 2023 года). Занимает площадь 76,20 км². Официальный код — 05 3 82 024.
Он расположен на восточном берегу Рейна напротив Бад-Годесберга (части федерального города Бонн). Кёнигсвинтер расположен у подножия гор Зибенгебирге с впечатляющими Драхенфельсом и Петерсбергом, которые, как место расположения Федерального гостевого дома, часто становились местом проведения конференций с национальной и международной известностью. Согласно региональному планированию, Кёнигсвинтер функционирует как центр среднего размера.

## География
Город расположен между Бад-Хоннефом и Бонн-Бойелем, напротив Бад-Годесберга, на правом берегу Рейна, который в этом месте находится в переходной зоне от Среднего Рейна к Нижнему Рейну. С точки зрения физической географии, западную часть городской территории можно отнести к долине реки Рейн (Кёльнская низменность), среднюю часть — к горам Зибенгебирге, большую часть востока — к горам Плейзер и меньшую часть на юго-востоке — к плато Асбах (Нидервестервальд). Таким образом, он охватывает территорию, простирающуюся от долины Рейна до северо-западных предгорий Вестервальда. Долина Рейна постепенно расширяется около Кёнигсвинтера, к северу от Драхенфельса и Петерсберга, вплоть до начала Кёльнского залива. Другие известные вершины — Доллендорфер-Хардт, Лорберг, Нонненстромберг, Стенцельберг, Вайльберг и Волькенбург. Самая высокая точка в городской черте Кёнигсвинтера, а также в административном районе Рейн-Зиг, имеет отметку 461 м над уровнем моря (Большой Ольберг). Самая низкая точка находится на отметке чуть менее 50 м на берегу Рейна близ Нидердоллендорфа.
Город подразделяется на 50 городских районов.

## Достопримечательности
С горы Драхенфельс, на которой сохранились руины бывшей резиденции Кёльнского Архиепископа, открывается вид, описанный лордом Байроном в поэме «Паломничество Чайлд-Гарольда» (1818).

## Фотографии

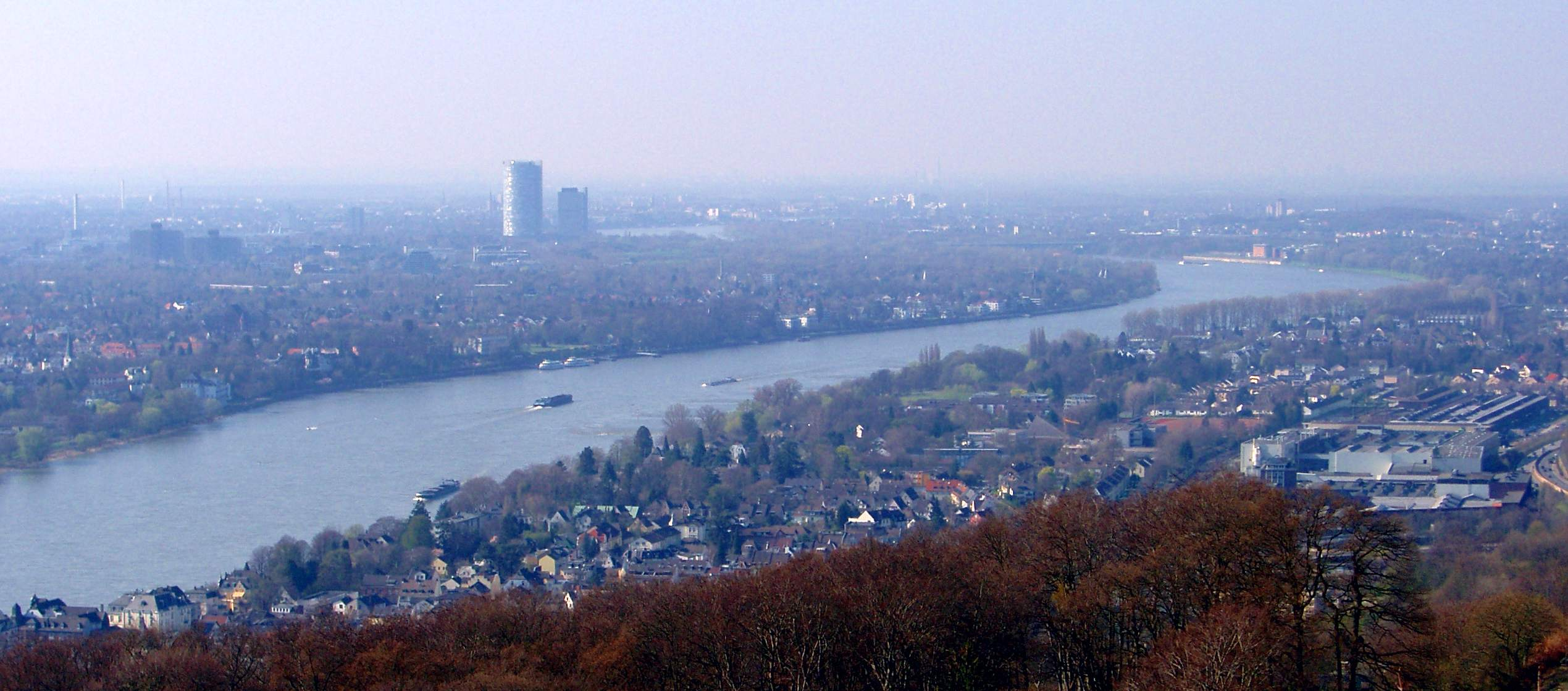
Вид с горы Драхенфельс
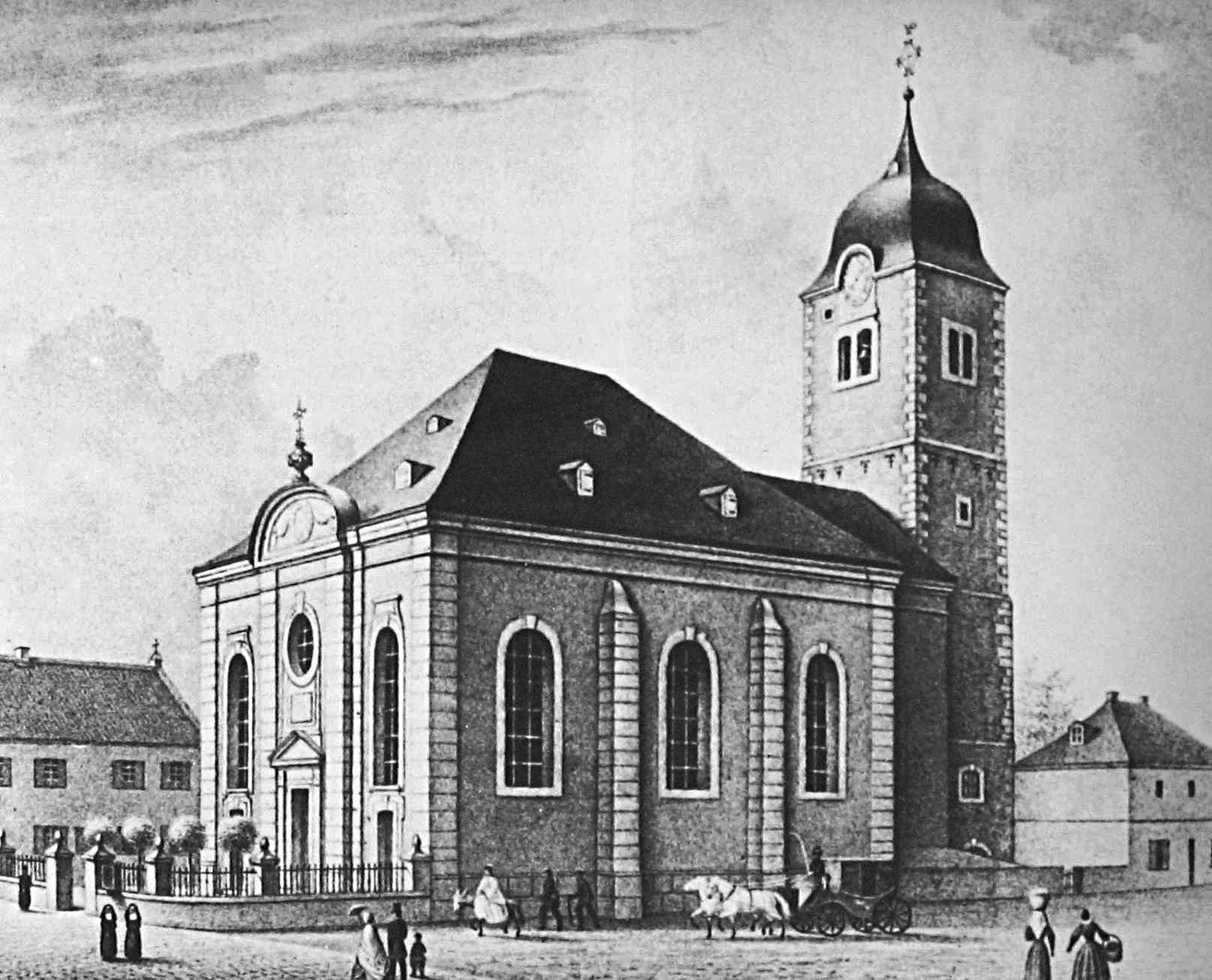
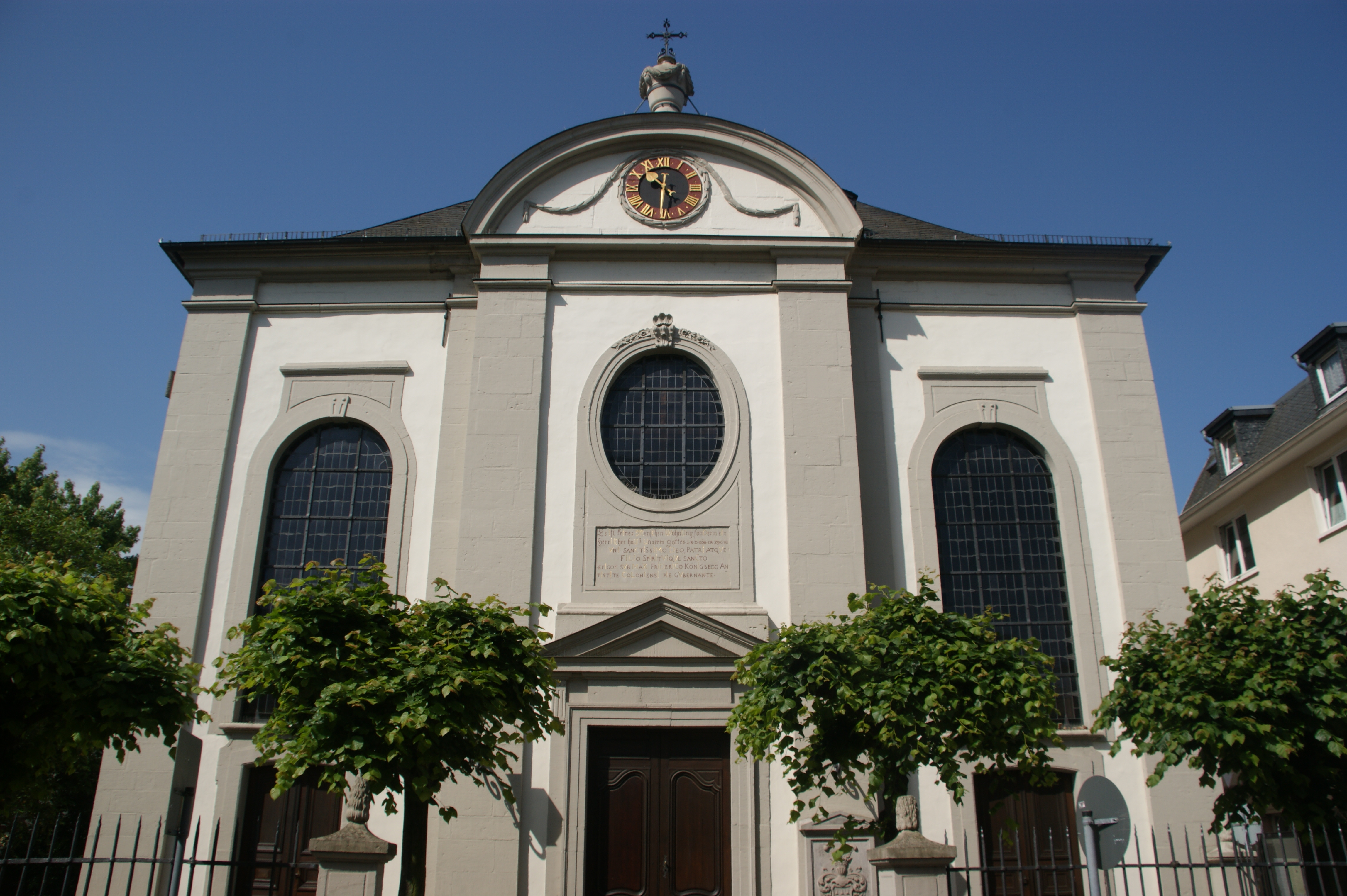
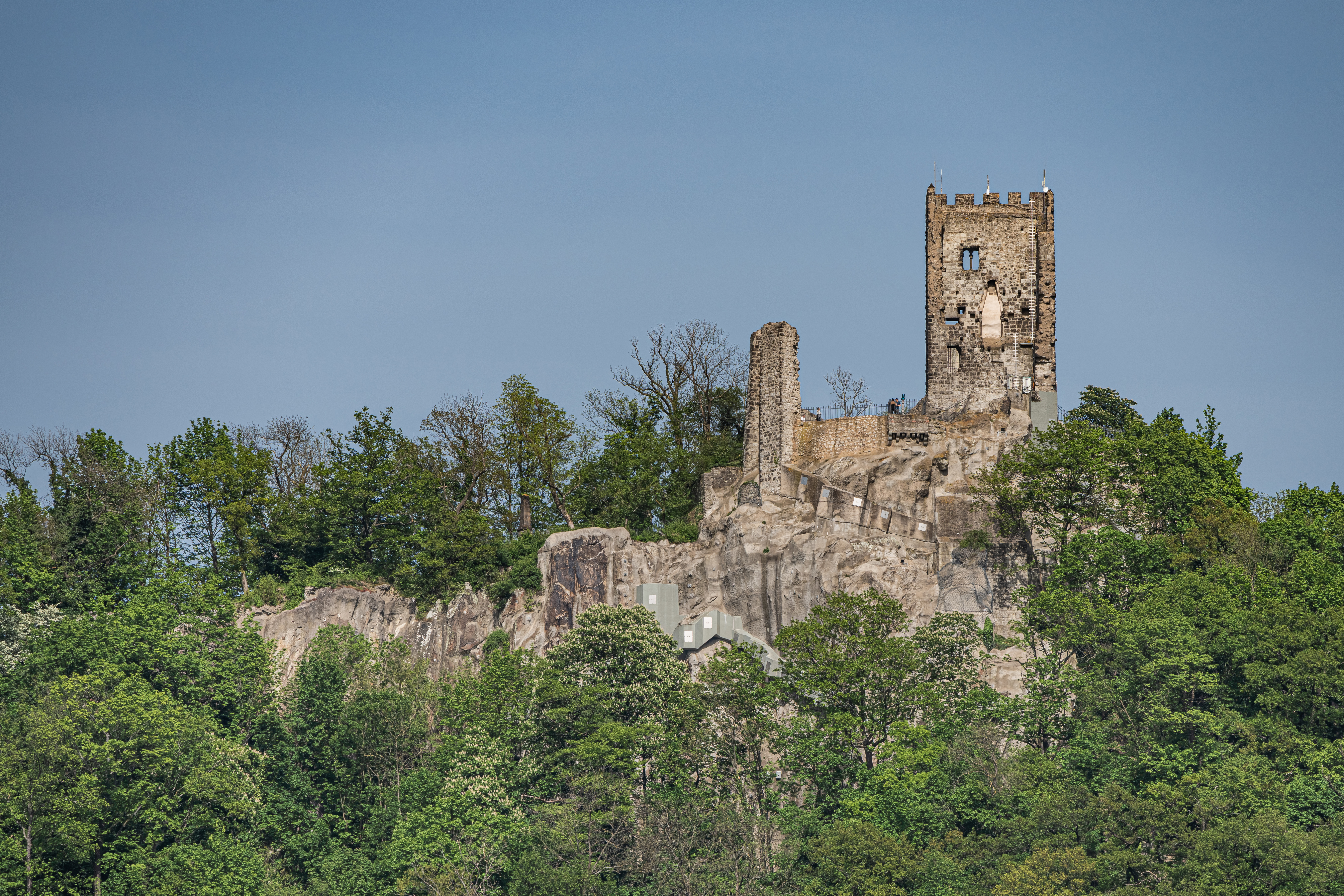
Бывшая резиденция Архиепископа Кёльнского (построена в 12 веке)
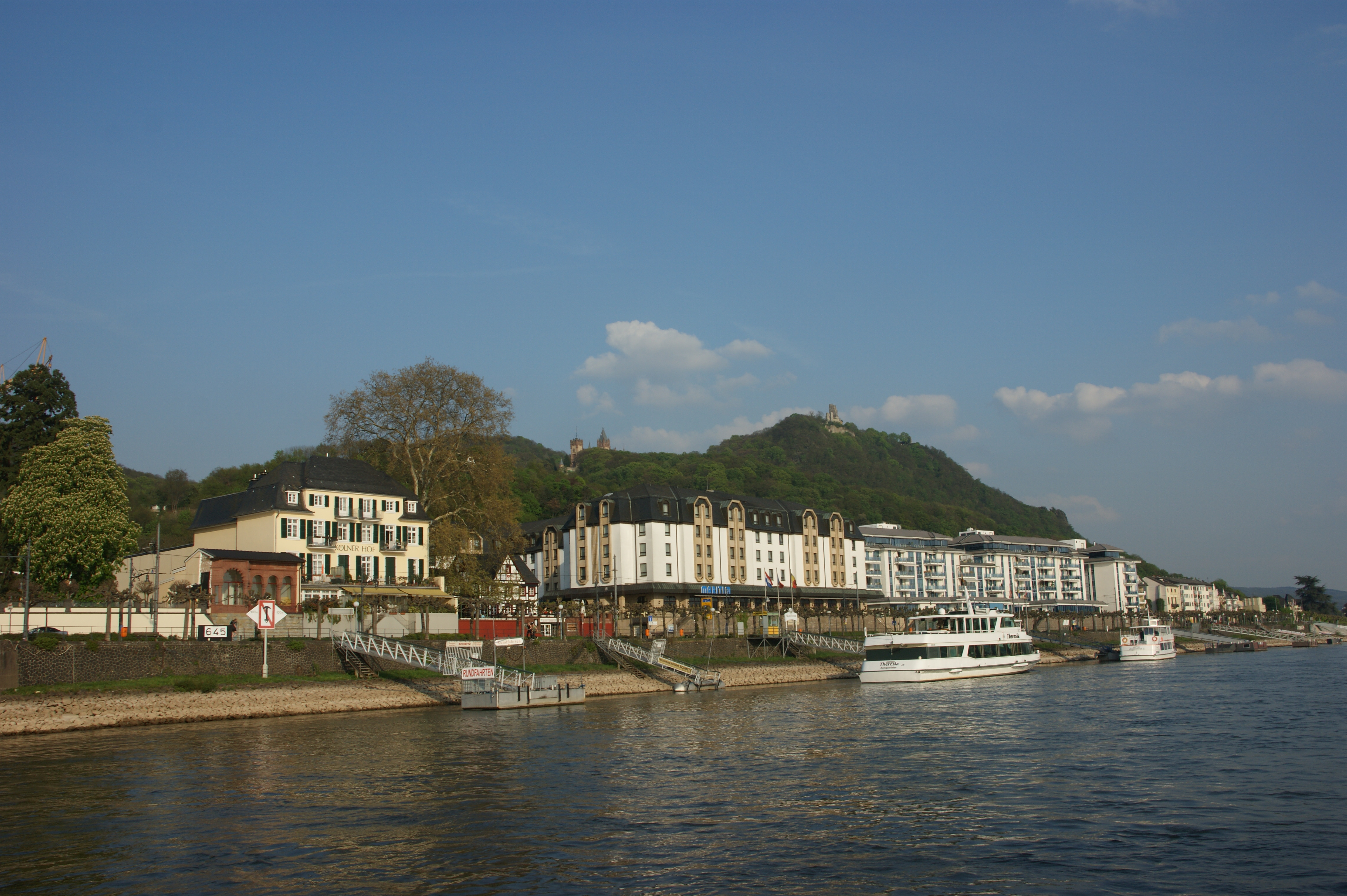
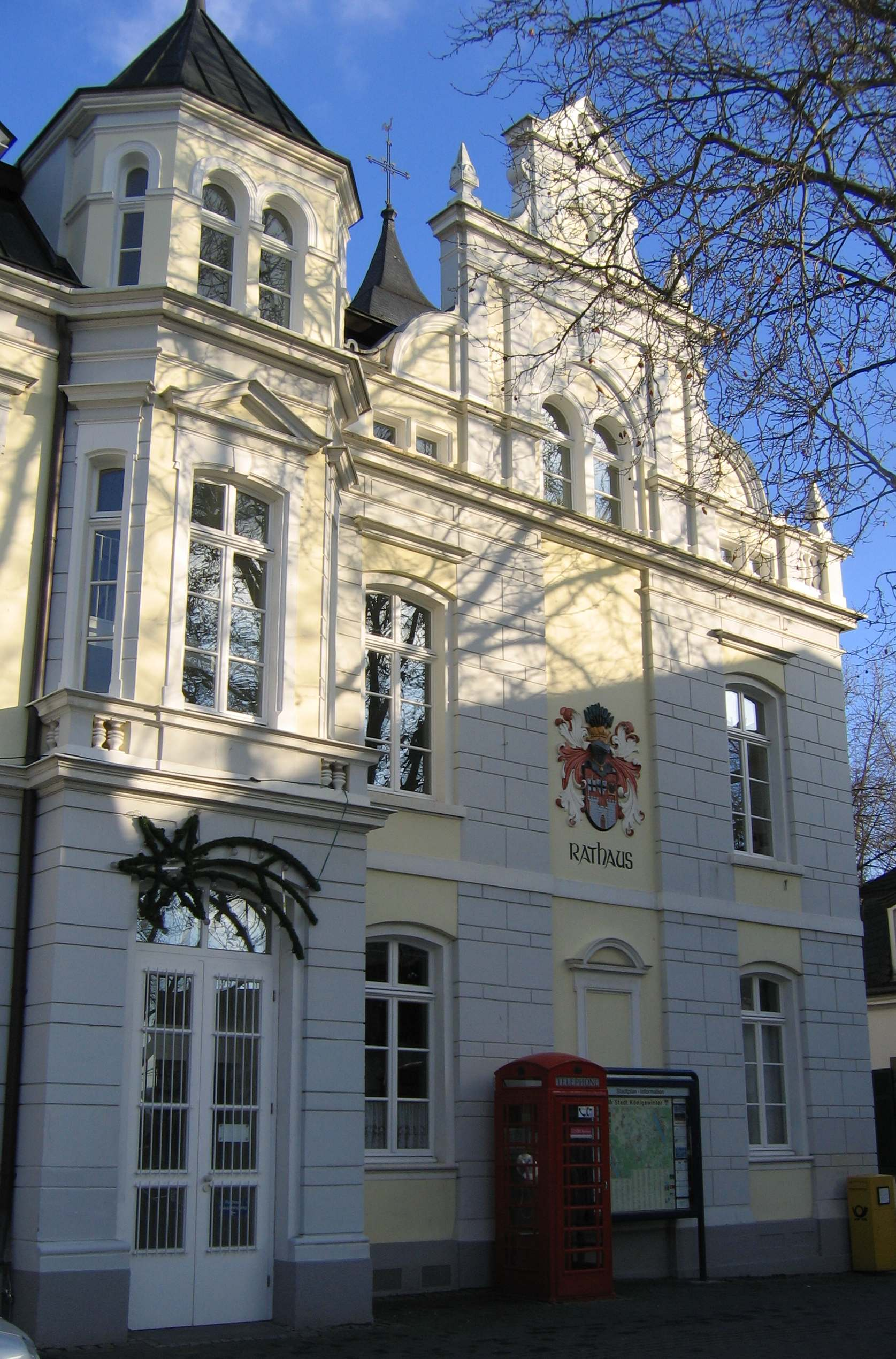
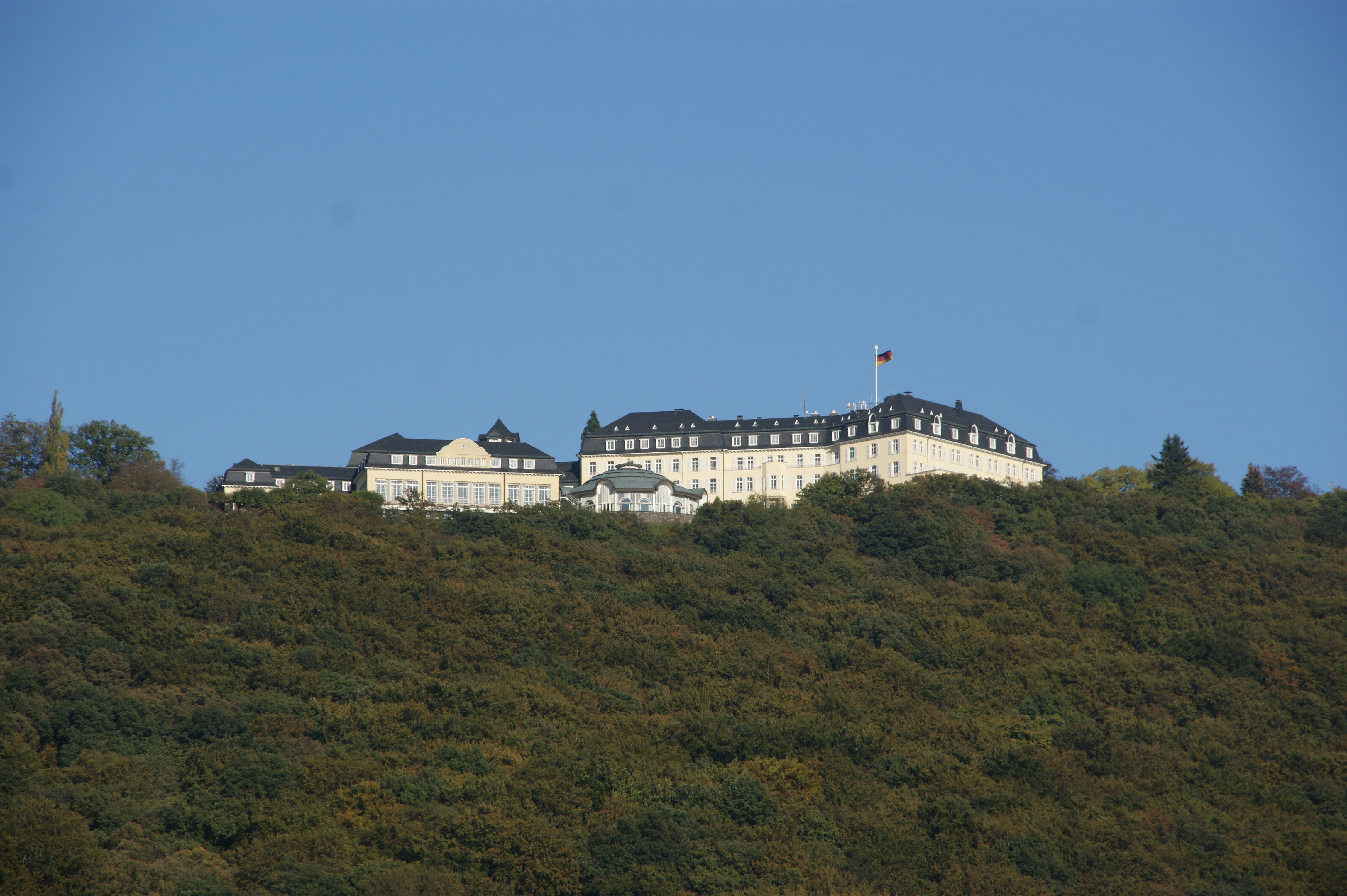
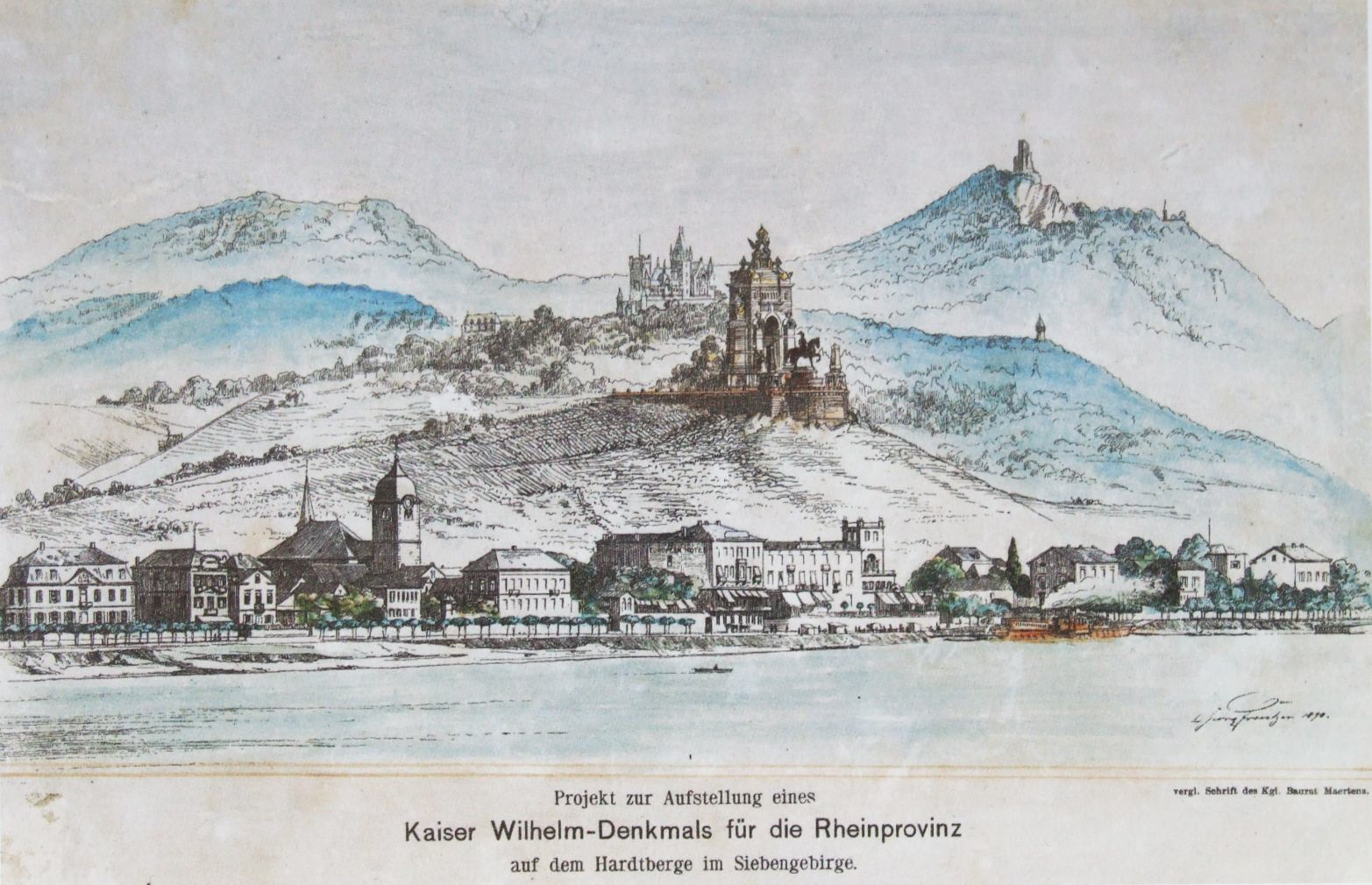
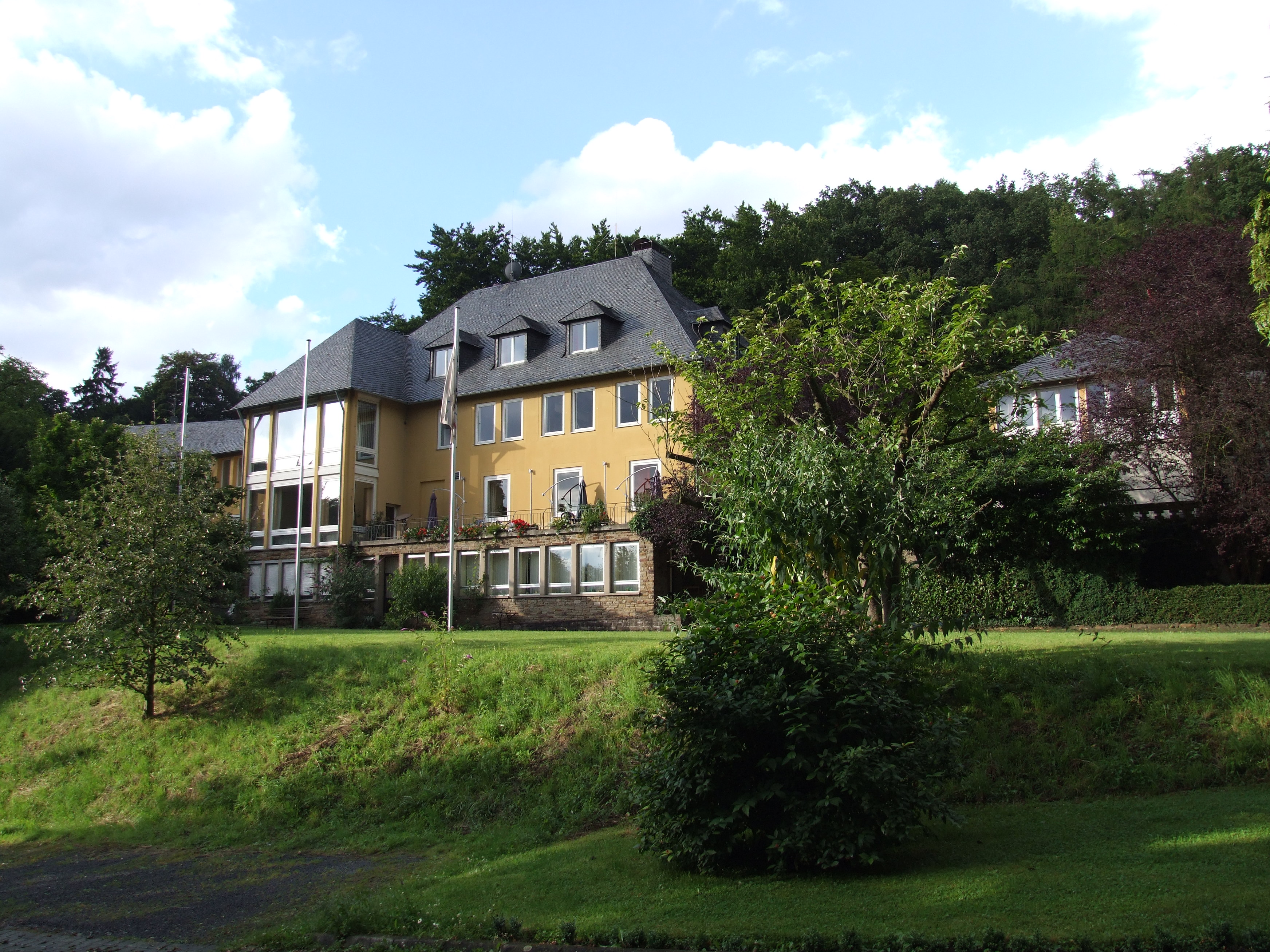
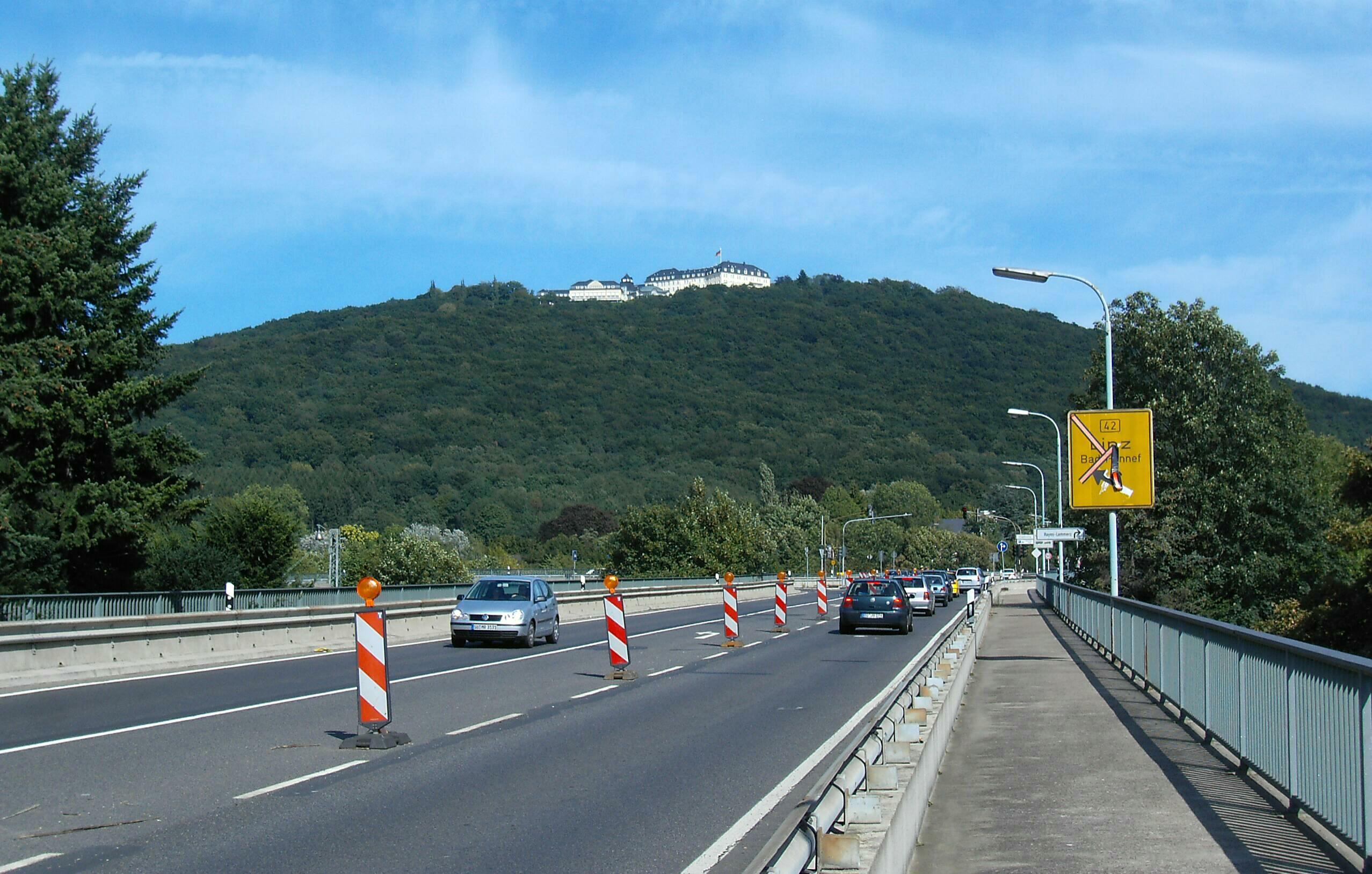
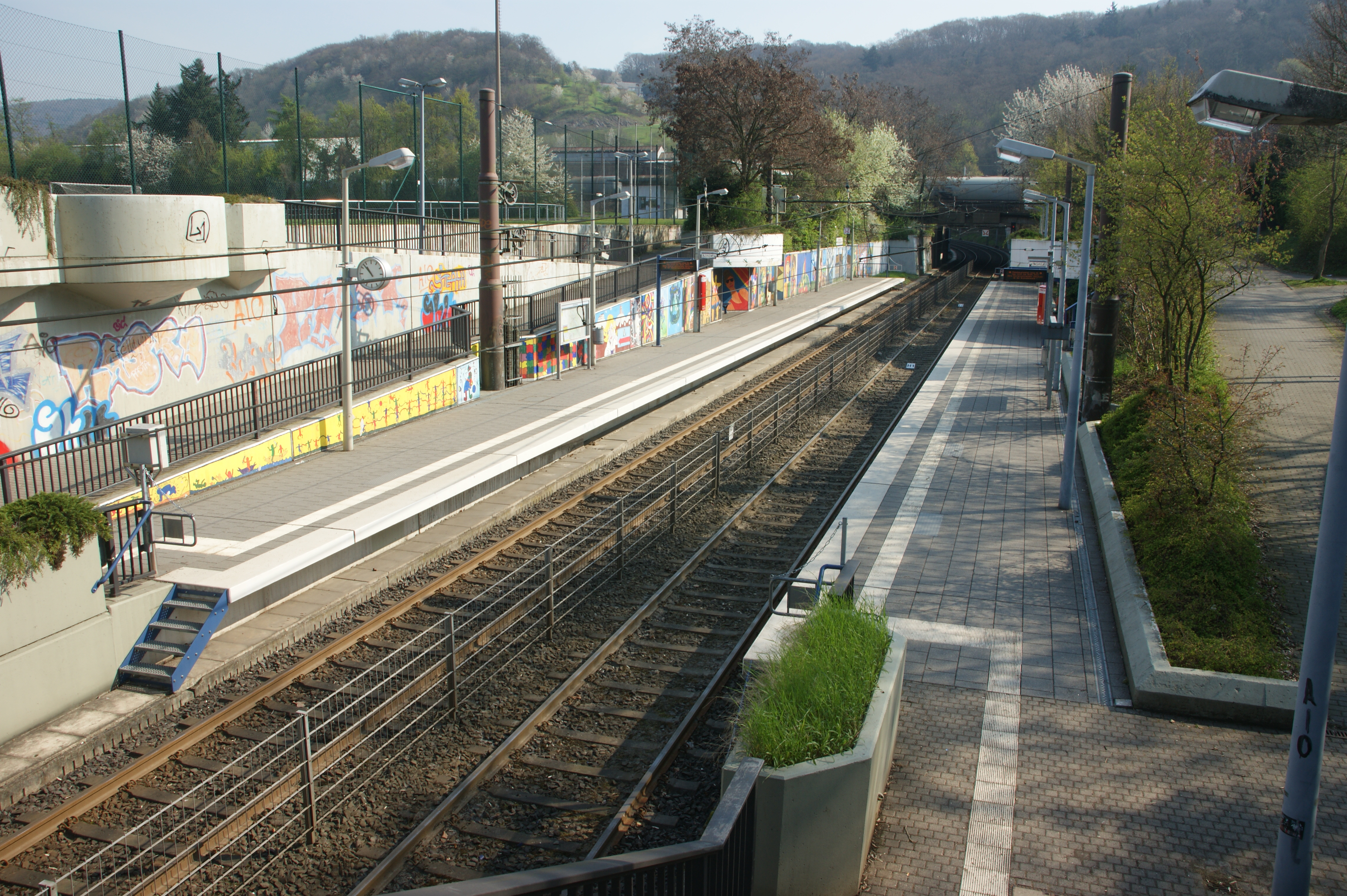
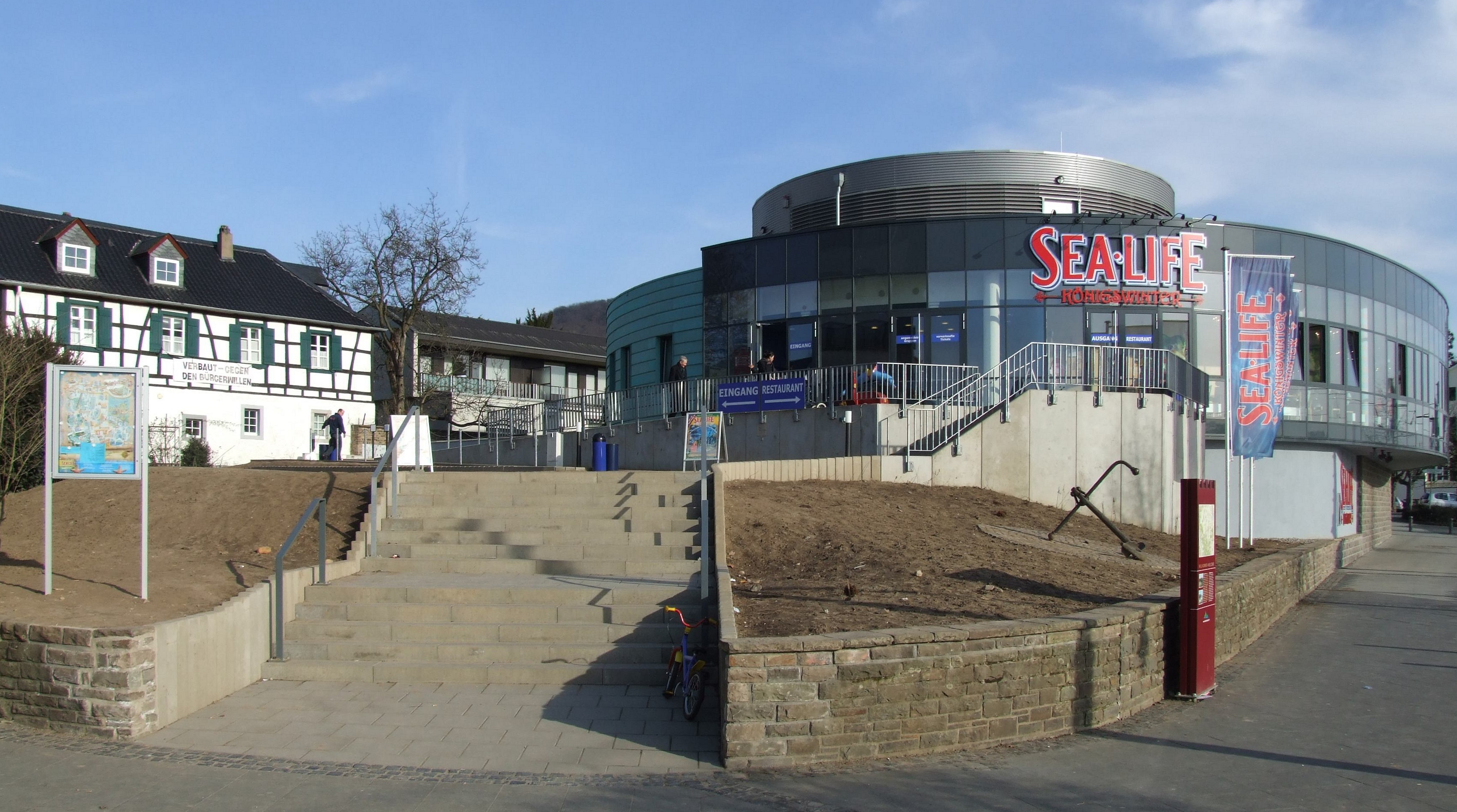
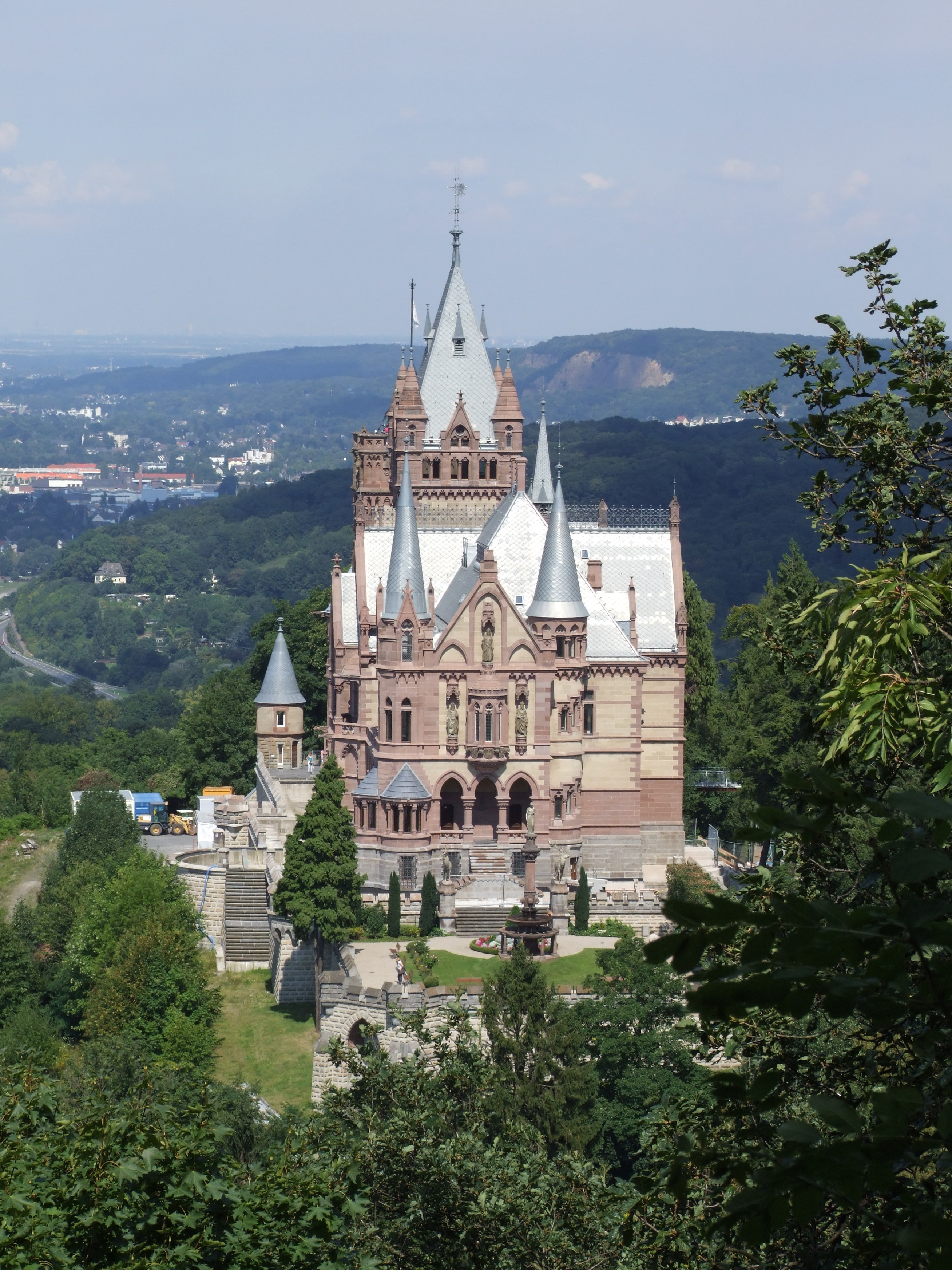